# UFC 201
UFC 201: Lawler vs. Woodley Es un evento futuro de artes marcial mixto que será celebrado el 30 de julio de 2016, en la Philips Arena en Atlanta, Georgia.

## Historia
Este fue el tercer evento que la organización ha organizado en Atlanta, después de UFC 88 en septiembre de 2008 y UFC 145 en abril de 2012. 
El evento fue encabezado por una pelea por el campeonato de peso wélter de UFC entre el entonces campeón Robbie Lawler y el contendiente Tyron Woodley.